# John Wilkes

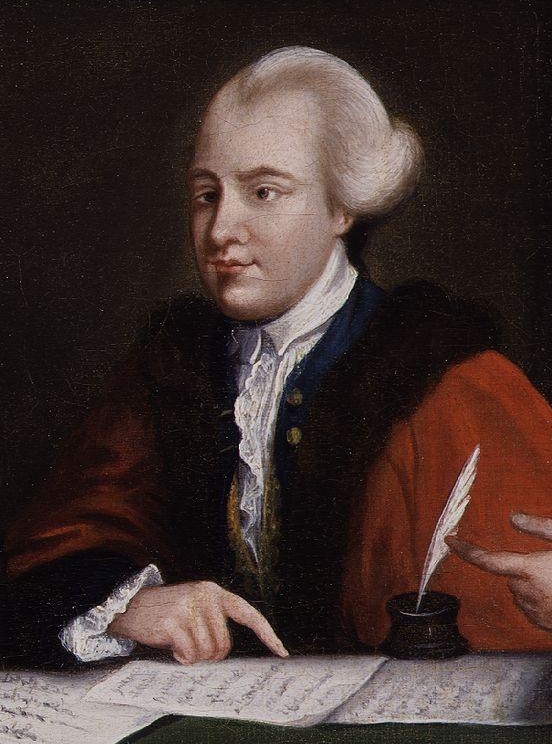

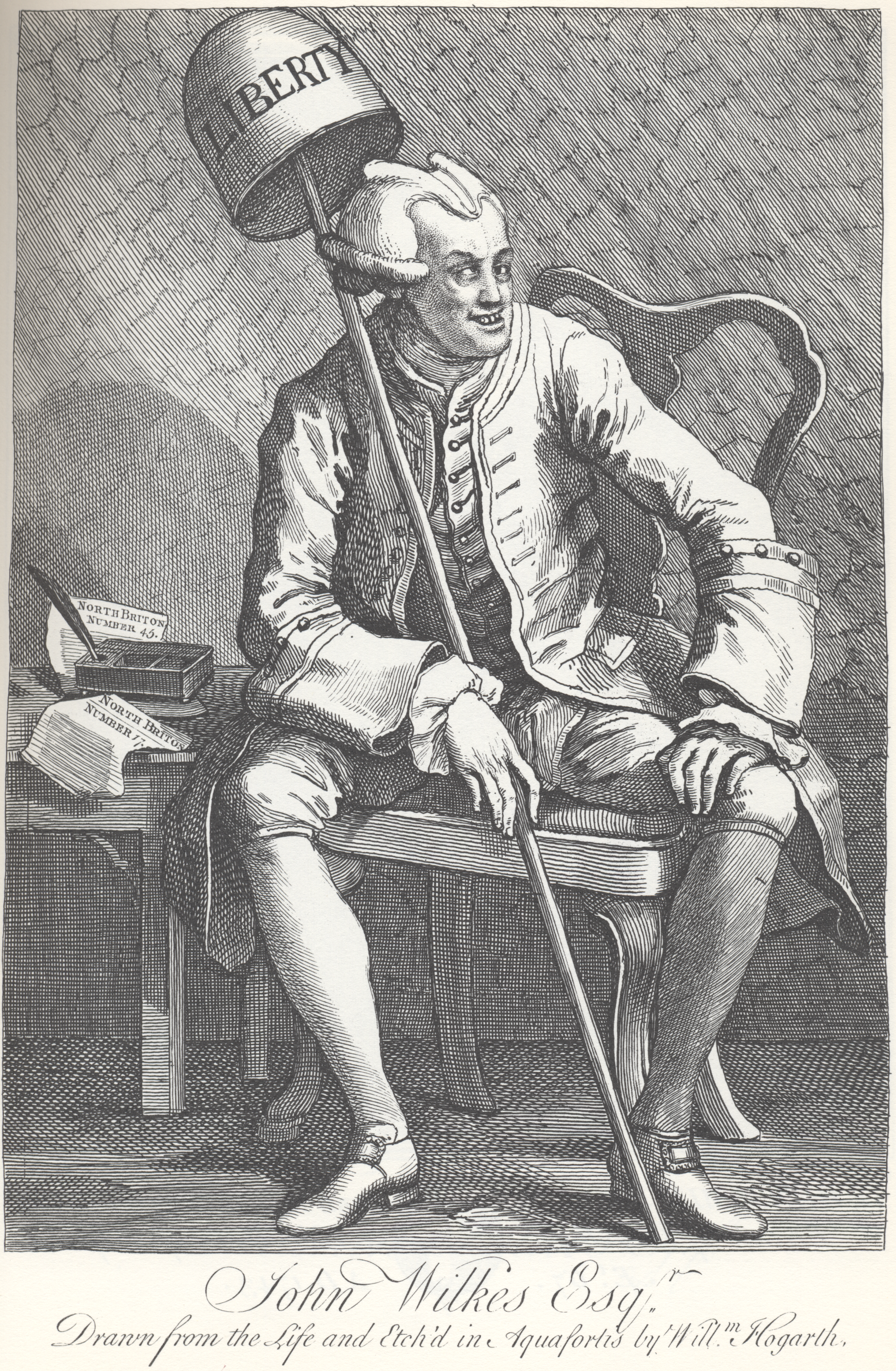
Satyryczny rysunek Wilkesa wykonany przez Williama Hogartha, ukazujący jego złowieszczy wizerunek z dwoma numerami jego North Briton: 17 i sławnym 45

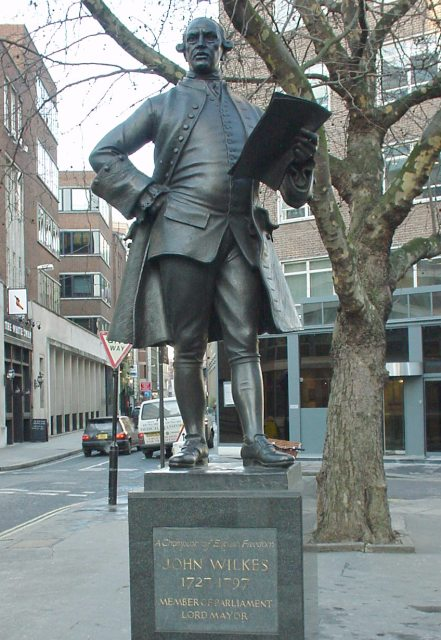
Posąg Johna Wilkesa w Londynie

John Wilkes (ur. 17 października 1725, zm. 26 grudnia 1797) – dziennikarz i członek opozycyjnej partii wigów, na której czele w parlamencie stał William Pitt. W gorącym klimacie politycznym, jaki narastał po wojnie siedmioletniej, zaostrzającym niezadowolenie z powodu nowych podatków, które uderzyły szczególnie w sytuację ludu, 23 kwietnia 1763 Wilkes opublikował w North Briton ostry w tonie artykuł określający pokój w Paryżu jako najbardziej absurdalny przykład zniewagi ministerialnej, która nigdy nie położy podwalin pod humanitarność.
To wystarczyło, aby go oskarżyć. Wilkes znalazł się w więzieniu, ale proces, który mu wytoczono, przekształcił się dzięki jego polemistycznej zręczności w jedną wielką mowę oskarżycielską przeciwko oligarchii rządowej. Wilkes uczynił w ten sposób ze swojej sprawy sądowej sprawę każdego uczciwego obywatela. Zaprezentowana przezeń nowa retoryka pobudziła do aktywności jego zwolenników, nakłaniając wszystkich, którzy postrzegali własną wolność jako zagrożoną, do protestów przeciw korupcji i samowoli władzy.
W rezultacie doszło do wystąpień, w trakcie których wznoszono okrzyki Wilkes and liberty oraz Wilkes for ever; przyłączali się do nich coraz liczniej przedstawiciele warstw produktywnych, pozbawionych udziału we władzy: kupcy, rzemieślnicy i robotnicy najemni, którzy, obok wolności dla Wilkesa, zaczęli domagać się także praw politycznych dla siebie. Zwolniony dzięki immunitetowi parlamentarnemu, Wilkes zaatakował z kolei władze w imię swojej „normalności”: powinien przecież zostać uwolniony nie dlatego, że przysługiwał mu określony przywilej, ale ze względu na niewinność, jak każdy inny poddany brytyjski. Wystąpił o odszkodowanie za krzywdę i otrzymał je. Rząd wykluczył go jednak z Izby Gmin i zagroził więzieniem, zmuszając pod koniec 1763 do szukania azylu we Francji.
W 1768 Wilkes powrócił do Anglii, przygotowawszy sobie uprzednio teren serią publikacji, w których kreował się na obrońcę wolności przeciwko tyrańskim rządom królewskim i ministerialnym oraz zaprezentował się jako kandydat z Middlesex w wyborach z 1768. Został wybrany, ale parlament odmówił uznania rezultatów głosowania i aresztował go na podstawie dawnych zarzutów. To umocniło jego sławę męczennika, prowokując wzburzenie i rozruchy, których tragiczną kulminacją była śmierć kilku demonstrantów 10 maja 1768 na St. George's Fields, naprzeciwko więzienia, w którym osadzono Wilkesa.
Wybranemu jeszcze dwa razy zamykano drogę do Izby Gmin. Tym razem jednak reakcja była bardziej trafiona: przede wszystkim właściciele ziemscy, ale także kupcy i rzemieślnicy, zalali parlament petycjami. Wilkes ze swojej strony również protestował, oskarżając rząd o rozmyślne uniemożliwienie freeholders (wolnym właścicielom ziemskim) egzekwowania własnego prawa głosu – „pierwszego prawa konstytucyjnego”.
Także opozycja parlamentarna, dotąd raczej obojętna, zabrała głos. I tak oto Wilkes, uwolniony w 1770, w wyniku wyborów w 1774 zyskał stanowisko lorda majora Londynu; w końcu też, bez protestów, został przedstawicielem Middlesex w parlamencie. Potyczka, w której uczestniczył, nie była zwykłym problemem personalnym. Łącząc się z żądaniami kolonii amerykańskich, ruch wilkesowski potwierdzał, że wszystkim, którzy płacili podatki, przysługiwało prawo głosu. Z drugiej strony historia Wilkesa ma bezpośredni związek z siłą i stopniem rozprzestrzenienia się i wyrafinowania, jaki osiągnęła w Wielkiej Brytanii w latach 60. XVIII wieku prasa periodyczna. Zalewając rynek pamfletami, artykułami w dziennikach, interwencjami w periodykach, listami, balladami, obrazami, dowcipami politycznymi, Wilkes umiał dotrzeć do wszystkich potencjalnych sfer społecznych, do wykształconego kupca książek i do biednego analfabety, do mieszkańców miast i peryferii – czynił ze swojego procesu „kwestię narodową”, stosując jako pierwszy „komercjalizację polityki” (jak to określił J. Brewer). Wraz z Wilkesem pojawiła się wtedy nowa forma propagandy.